# Compsophis zeny
Espèce
Synonymes
- Geodipsas zeny Cadle, 1996

Statut de conservation UICN

 VU B1ab(iii) : Vulnérable
Compsophis zeny est une espèce de serpents de la famille des Lamprophiidae. 

## Répartition
Cette espèce est endémique de Madagascar.

## Description
L'holotype de Compsophis zeny, un mâle adulte, mesure 281 mm dont 53 mm pour la queue. Cette espèce a le dos brun foncé légèrement iridescent. Sa face ventrale est gris brunâtre.

## Étymologie
Son nom d'espèce, du malgache zeny, « nain », lui a été donné en référence à sa petite taille.

## Publication originale
- Cadle, 1996 : Systematics of snakes of the genus Geodipsas (Colubridae) from Madagascar, with descriptions of new species and observations on natural history. Bulletin of the Museum of Comparative Zoology at Harvard College, vol. 155, n. 2, p. 33-87 (texte intégral).